# Yağmur Erdaç
Yağmur Erdaç est une ancienne joueuse de volley-ball turque née le 23 juin 1994 à Ankara. Elle mesure 1,90 m et jouait au poste de centrale. 

## Clubs
| Club                  | De        | À         |
| --------------------- | --------- | --------- |
| TED Ankara Kolejliler | 2008-2009 | 2008-2009 |
| TVF Spor Lisesi       | 2009-2010 | 2010-2011 |
| TED Ankara Kolejliler | 2011-2012 | 2011-2012 |